# 부천시 중구 갑
부천시 중구 갑은 대한민국의 옛 국회의원 선거구이다. 당시 경기도 부천시 중구의 일부 지역을 관할했다.

## 역사
대한민국 제14대 국회의원 선거를 앞두고 부천시 중구 선거구가 갑, 을로 분구되면서 신설되었다.
1993년 2월 1일을 기해 부천시 중구의 일부가 오정구로 분리되었으며 나머지 중구 지역은 원미구로 명칭을 바꾸었다. 이에 대한민국 제15대 국회의원 선거를 앞두고 부천시 중구 갑 선거구가 부천시 원미구 갑, 부천시 원미구 을 선거구로 분리되면서 폐지되었다.

## 역대 국회의원
| 선거   | 정당 | 정당   | 의원   |
| ------ | ---- | ------ | ------ |
| 1992년 |      | 민주당 | 안동선 |

## 역대 선거 결과

### 대한민국 제14대 국회의원 선거
|  | 50.82% |

|  | 34.20% |

|  | 9.10% |

|  | 5.85% |